# David Morneau
David Morneau (* 2. Mai 1975) ist ein US-amerikanischer Komponist.
Morneau studierte an der Ohio State University bei Marc Ainger, Donald Harris und Jan Radzynski. Er wurde als Outstanding Graduate Student in Composition ausgezeichnet und erhielt den Ruth Friscoe Prize für Komposition für The Rhythm Variations, zwölf Variationen nach George Gershwins „I Got Rhythm“. Er setzte seine Ausbildung an der Western Michigan University bei Richard Adams, C. Curtis-Smith und Robert Ricci und an der Cornerstone University bei Richard Stewart fort, wo er den Grad eines  Bachelor of Music Composition erlangte und mit dem Fine Arts Division Award ausgezeichnet wurde. Er unterrichtet an der Ohio State University.
Seit 2006 wirkt Morneau an Robert Voiseys Projekt 60x60 mit. Zwischen 2007 und 2008 entstand 60x365, eine Sammlung von 365 täglich komponierten einminütigen Werken, die er als Podcast ins Internet stellte. In seinem Love Songs Project, einer Zusammenarbeit mit elf Lyrikern, werden Sonette Shakespeares mit zeitgenössischer Lyrik kombiniert und vertont. Aus einer Tanzperformance mit der Choreographin Amiti Perry entstand Morneaus Soloalbum a/break machinations, das 2008 bei Immigrant Breast Nest Records erschien.
Mit der Choreographin Esther Palmer und der Performancekünstlerin Shana Burns gründete er Seen Performance. Die Gruppe realisierte Performances wie Where is Tokyo, das nur vor jeweils zwei Zuschauern aufgeführt wird, das ebenfalls auf einen intimen Rahmen zugeschnittene The Party Project, Box Shy, Landing und die einstündige Meditation On the other side of the glass plate, she wore nothing.
Mit Robert Voisey gründete er 2009 das Ensemble Elevator Machine Room, dessen erstes Werk Monkey Lab, eine Oper für Sprecher und elektronische Musik beim Festival Electronic Music Midwest uraufgeführt wurde. Weiterhin arbeitete Morneau u. a. mit dem Songwriter Ed Mornau (Album Jacquerie) und den Choreographen Ashley A Friend (I Hate John und Sunshine & Dirt), Anna Sullivan (The Clone Zone) und Boris Willis (Abandoned Revolution) zusammen.

## Werke
- Voices From Salem, MA, 1692, 1999
- The Eleven-Fingered Pianist für Klavier, 2000
- Sketches of Jain für Altsaxophon, 2000
- Why Can't I Have a Normal Dog Like Everyone Else? für Kontrabass, 2000
- A Gaggle of Gripes für Tenor und Klavier, Text von Ogden Nash, 2000
- MOVE! für Jazzband, 2001
- Elegy for Sophie für Klavier, 2001
- Hear My Cry, O God für gemischten Chor, Orgel und Trompete, 2002
- In Other Words… für Klarinette und Klavier, 2002
- In Spring für Mezzosopran und Klavier, Text von Emily Dickinson, 2002
- Stanzas für Mezzosopran und Klavier, Text von Gertrude Stein, 2003
- Divergent Roads für Bläserensemble, 2003
- Watchmen, Bläserquintett, 2003
- Caffeine Jitters für Flöte und Jazzband, 2004
- House Blend für Jazzband, 2004
- Winter at the Grand Haven Lighthouse für Bläserensemble, 2004
- The Rhythm Variations für Klavier, 2004
- Dancing DNA, Soundtrack für Tanzvideo, 2004
- Mob Mentality für Bläserensemble, 2005
- Triage: Part 1, Musik für Tanzperformance, 2005
- Where is Tokyo?, Musik für Tanzperformance, 2005
- Joplin Fetish für Marimba und Klavier, 2005
- The Sincerest Form of Flattery für Marimba, 2005
- The Rhythm of Things, Soundtrack für Tanzvideo, 2005
- Survival Machine für Flöte und Computer, 2005
- Collage no.1 (Hungarian) für Orchester, 2006
- Amen, Soundtrack und Video für Tanz, 2006
- Lifedance (Fragments of Figments), Musik für Tanzperformance, 2006
- Nearing, Soundtrack für Tanzvideo, 2006
- in8 für Game Boy mit Nanoloop 1.3
- The Lost Revolution, Musik für Tanzperformance (in process)

## Quelle
- Vox Novus - David Morneau

| Personendaten    | Personendaten               |
| ---------------- | --------------------------- |
| NAME             | Morneau, David              |
| KURZBESCHREIBUNG | US-amerikanischer Komponist |
| GEBURTSDATUM     | 2. Mai 1975                 |